# Pluralis modestiae
Pluralis modestiæ (łac. „liczba mnoga skromności”) – użycie w odniesieniu do siebie liczby mnogiej zamiast liczby pojedynczej, mające na celu umniejszenie znaczenia własnej osoby czy własnych zasług w opisywanych wydarzeniach, wyprowadzanych wnioskach itp. Stosowane jest najczęściej w piśmie, przez autorów książek, rozpraw naukowych itp.
Odwrotną funkcję liczba mnoga pełni w pluralis maiestatis.

## Przykłady
- Owidiusz Nazo, (...) w którego Metamorfozach, jak wspomnieliśmy, znajduje się („wiekuje”) powieść o Peleuszu i Tetydzie, wygnany z Rzymu na rozkaz Augusta, zakończył dni swoje gdzieś w okolicach Dunaju i dlatego nazwany jest "zadunajskim". (A. Mickiewicz, objaśnienia do Sofijówki S. Trembeckiego)[1]
- Nie chodzi przy tym o ogólną deklarację, że dzieło danego pisarza posiada takie czy inne związki z jego biografią, bo to jest – jak stwierdziliśmy powyżej – najzupełniej oczywiste (...). (J. Smulski, Autobiografizm jako postawa i jako strategia artystyczna. Na materiale współczesnej prozy polskiej)[2]
- Po drugiej wojnie światowej fluktuacje były bardziej umiarkowane, boomy trwały dłużej, a zapaści krócej i były płytsze. Jednak, jak zauważyliśmy w poprzednim rozdziale, gdy stulecie zbliżało się ku końcowi, przeżyliśmy największy boom w ostatnim trzydziestoleciu (...) (Joseph E. Stiglitz, Szalone lata dziewięćdziesiąte)[3]
- Że kobieta nie uznaje zasady racji, na to zwróciliśmy już uwagę. (Otto Weininger, Płeć i charakter)